# Värdetransport

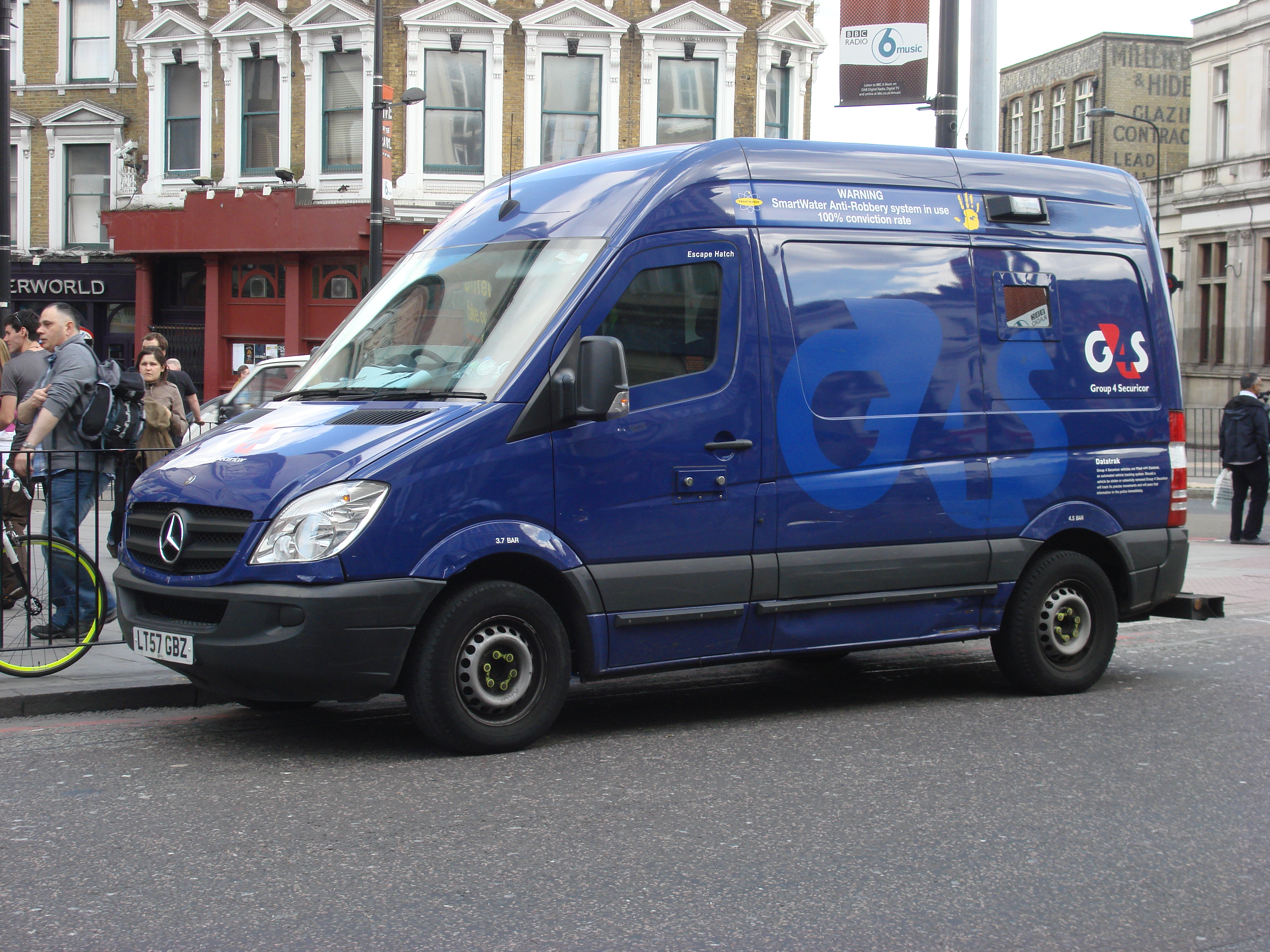
En värdetransport av märket Mercedes-Benz från G4S i Storbritannien.

Värdetransport är en tjänst som innehåller momentet transport av försäkringsbara värdeföremål. Dessa sker i de flesta fall med ett fordon (tåg, bil, etc.) som transporterar värdesaker, men kan även vid kortare distanser från punkt A till B vara till fots med speciella förseglade och skyddade väskor. Vid transport i fordon så är fordonen ofta skåpbilar som är specialbyggda med extra tjockt stål och i princip är byggda som rullande kassaskåp. En modernare säkerhetslösning är mer eller mindre vanliga fordon försedda med säkerhetssystem som förstör kontanterna vid otillbörlig hantering. Denna verksamhet hanteras av auktoriserade bevakningsföretag. Det är lätt att känna igen en värdetransport då fordonen dels har ett utseende som avviker något från vanliga skåpbilar, dels nästan alltid målade i väktarbolagens färger. De brukar därför vara mycket iögonfallande.
Den senaste tiden har denna typ av transporter fått hård kritik. Ett antal rån av värdetransporter har skett i Sverige och detta har ofta skett ute på större vägar. Rånen har inneburit att rånarna har sprängt sönder värdetransportbilarna med kraftiga sprängmedel och därefter tagit till flykten. Den 3 november 2005 skedde ett uppmärksammat rån av en värdetransport på motorvägen vid Stenungsund där en värdetransportbil blev fullständigt söndersprängd. Detta rån ledde till att skyddsombuden för väktare inom Svenska Transportarbetareförbundet lade ett så kallat skyddsombudsstopp. Det har diskuterats om inte denna typ av transporter egentligen kräver eskort av polisen.

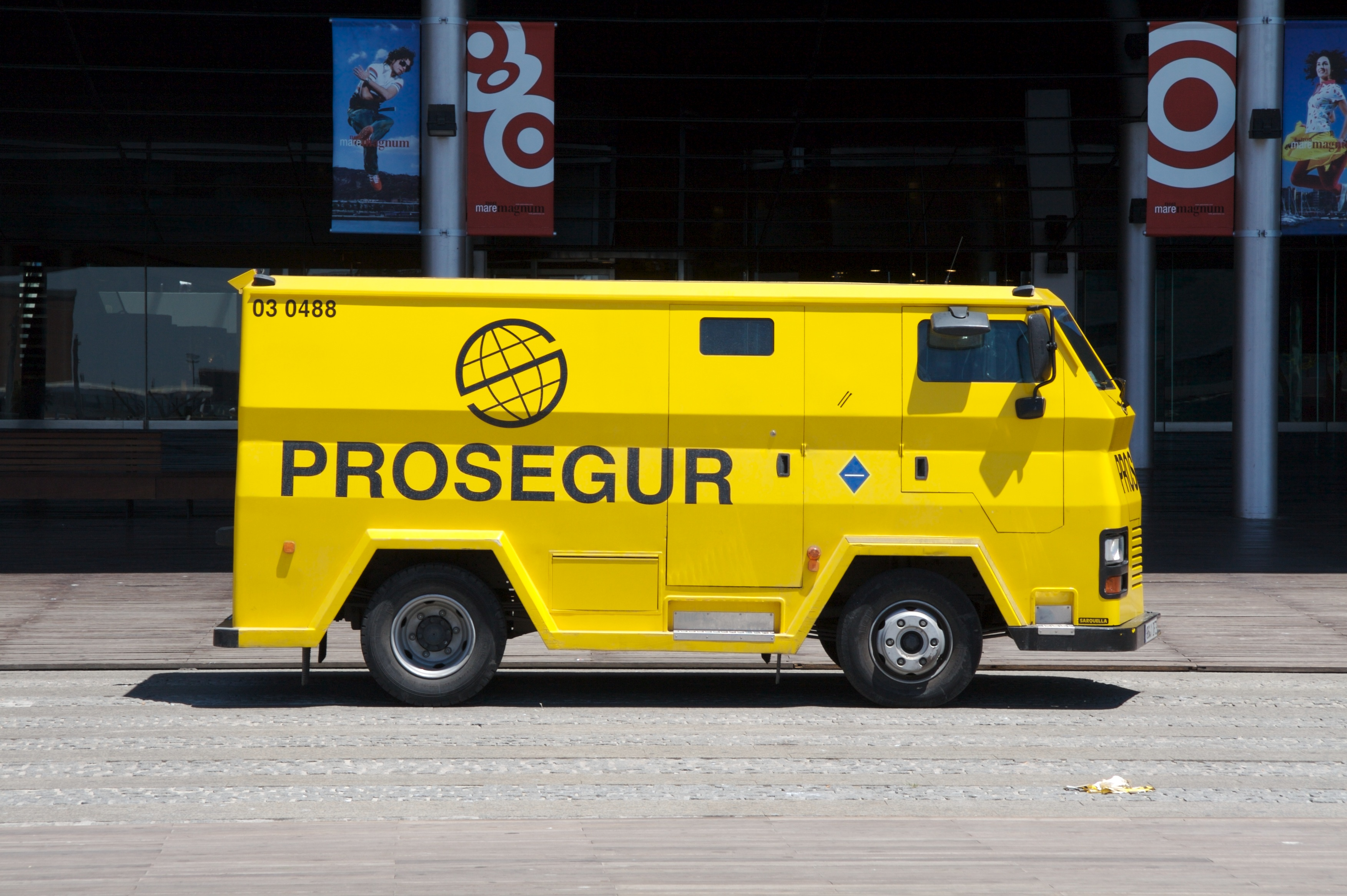
En värdetransport i Barcelona, Spanien.

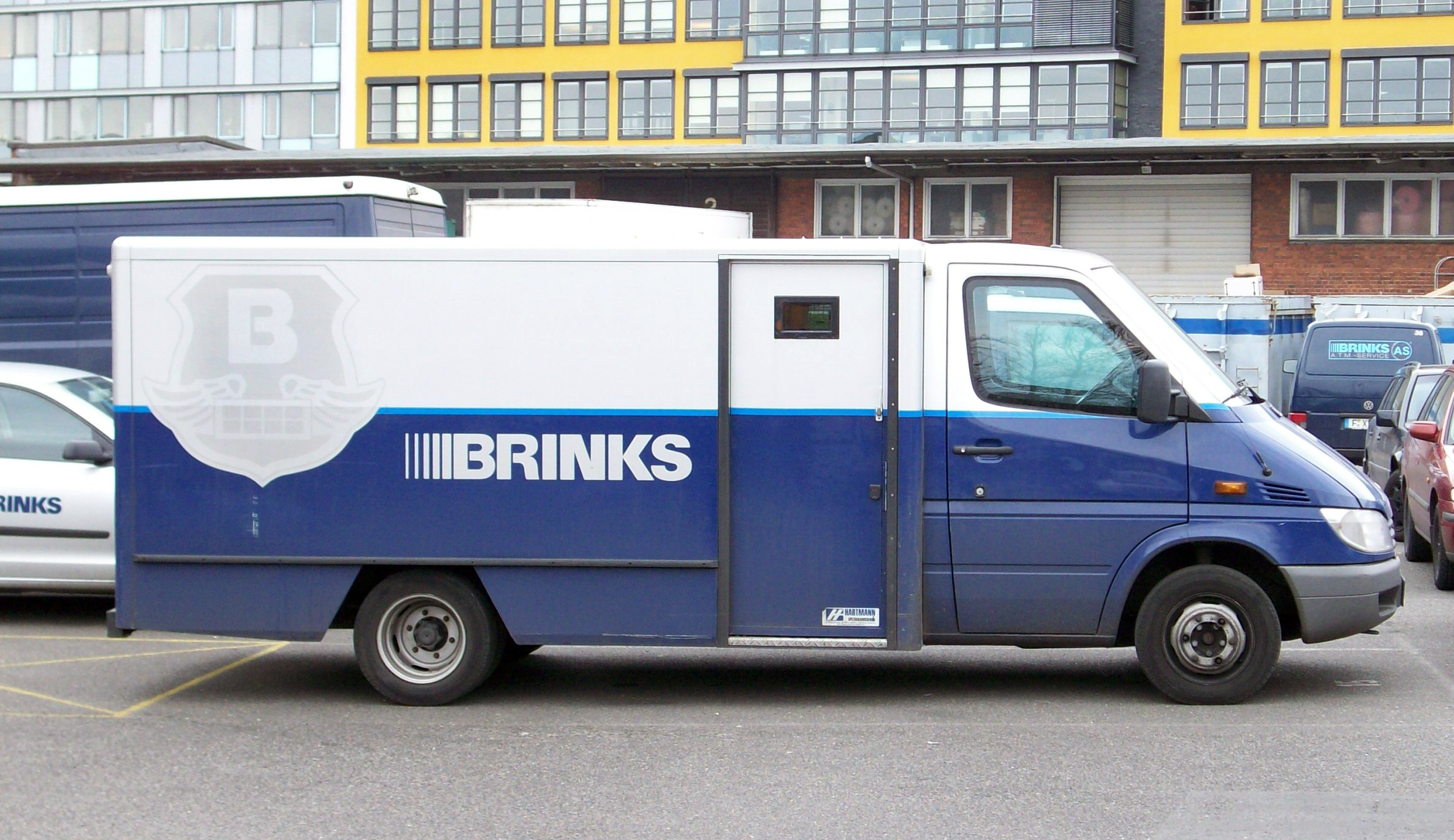
En värdetransport av märket Mercedes-Benz från Brink's i Hamburg, Tyskland.

Det som transporteras är oftast kontanter men även transporter av annat värdefullt gods förekommer, exempelvis transport av konst, smycken, guld, silver, diamanter med mera.

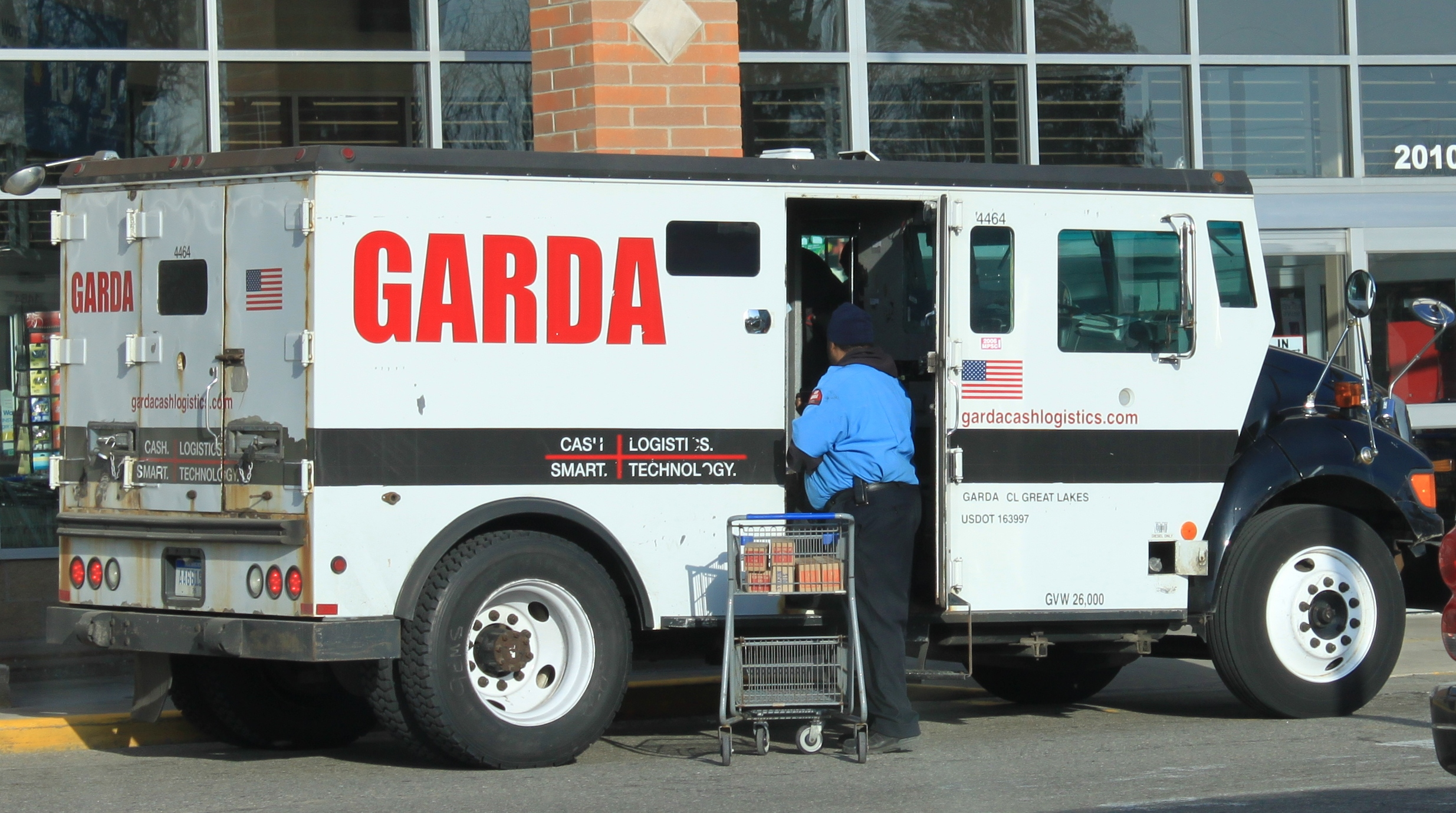
En värdetransport från Garda i Michigan, USA.